# Krattsnabbvinge
Krattsnabbvinge, Satyrium ilicis, är en fjärilsart i familjen juvelvingar. Vingspannet varierar mellan 28 och 34 millimeter, på olika individer.

## Beskrivning
På ovansidan är denna fjäril brun med ett kort svansutskott och honan har en diffus orange fläck på framvingen. Undersidan är också brun och vid bakvingens ytterkant finns en rad med orange fläckar. Tvärs över både bak- och framvingen finns en streckad tunn, vit linje som dock är otydlig på framvingen. Larven är ljust gulgrön och blir upp till 20 millimeter lång.
Värdväxter för krattsnabbvingen är framför allt arter i eksläktet. Larverna vårdas i viss utsträckning av myror i släktena hästmyror och Crematogaster.

## Utbredning
Krattsnabbvingens utbredningsområde är södra och centrala Europa och vidare genom sydvästra Sibirien, mindre Asien och Libanon till Kaukasus och södra Uralbergen.
I Norden finns den endast i Sverige, i Skåne, Blekinge och Småland. Det verkar som om arten behöver tillgång på både lågvuxen ek och ängsmark. Denna miljö har alltmer försvunnit, eftersom lågväxande ekar gallras bort, lågt sittande grenar sågas av och gläntor planteras igen med barrträd eller i övrigt andra träd än just ek. Arten är därför upptagen på den svenska rödlistan som Starkt hotad (NT).